# Kurczowa Wieś
Kurczowa Wieś – wieś sołecka w Polsce położona w województwie mazowieckim, w powiecie grójeckim, w gminie Jasieniec.
W latach 1975–1998 miejscowość administracyjnie należała do województwa radomskiego.
W miejscowości znajduje się zespół dworski z przełomu XIX i XX wieku.